# فرودگاه کومگانگ
فرودگاه کومگانگ  (به انگلیسی: Kumgang Airport) یک فرودگاه نظامی است . این فرودگاه در کشور کره شمالی قرار دارد و در ارتفاع ۴۲۹ متری از سطح دریا واقع شده است.